# Forcipomyia utae
Forcipomyia utae är en tvåvingeart som beskrevs av Frederick Knab 1915. Forcipomyia utae ingår i släktet Forcipomyia och familjen svidknott.
Artens utbredningsområde är Peru. Inga underarter finns listade i Catalogue of Life.